# Antonin (województwo dolnośląskie)
Antonin – osada w Polsce położona w województwie dolnośląskim, w powiecie milickim, w gminie Cieszków.
W latach 1975–1998 miejscowość administracyjnie należała do województwa wrocławskiego.
Nazwę miejscowości zniesiono z 2023 r..